# 鉅鹿郡
鉅鹿郡（きょろく-ぐん）は、中国にかつて存在した郡。秦代から唐代にかけて、現在の河北省邢台市一帯に設置された。

## 概要
秦のとき、趙を滅ぼすと、鉅鹿郡が立てられた。
前漢のとき、鉅鹿郡は冀州に属し、鉅鹿・南䜌・広阿・象氏・廮陶・宋子・楊氏・臨平・下曲陽・貰・郻・新市・堂陽・安定・敬武・歴郷・楽信・武陶・柏郷・安郷の20県を管轄した。
37年（建武13年）、広平国を廃止し、鉅鹿郡に併合した。後漢の鉅鹿郡は廮陶・鉅鹿・楊氏・鄡・下曲陽・任・南和・広平・斥章・広宗・曲周・列人・広年・平郷・南䜌の15県を管轄した。
晋のとき、鉅鹿国が置かれ、廮陶・鉅鹿の2県を管轄した。
北魏のとき、鉅鹿郡は定州に属した。487年（太和11年）、定州の鉅鹿郡から分割し、南鉅鹿郡が置かれた。494年（太和18年）、南鉅鹿郡は南趙郡と改称され、相州に転属した。526年（孝昌2年）、殷州（北斉以降の趙州）が立てられると、南趙郡は殷州に転属した。東魏のとき、定州の鉅鹿郡は曲陽・藁城・鄡の3県を管轄し、殷州の南趙郡は廮陶・宋子・西経・廮遥の4県を管轄した。
583年（開皇3年）、隋が郡制を廃すると、鉅鹿郡は廃止され、趙州に編入された。607年（大業3年）に州が廃止されて郡が置かれると、旧鉅鹿郡の地には趙郡や襄国郡が置かれた。
618年（武徳元年）、唐により襄国郡は邢州と改められた。742年（天宝元年）、邢州は鉅鹿郡と改称された。758年（乾元元年）、鉅鹿郡は邢州と改称され、鉅鹿郡の呼称は姿を消した。